# Pedro Favini
Pedro Alberto Favini (San Miguel de Tucumán; 25 de febrero de 1943 - San Martín, Mendoza; 17 de marzo de 2012) fue un músico, autor, compositor y cantante  argentino. Fue integrante del famoso grupo Trío San Javier.

## Biografía
Nació en Tucumán el 25 de febrero de 1943. Se educó en colegios privados de los Sacerdotes Salesianos. Fue estudiante de Agronomía, pero realizó sus sueños al involucrarse en la música a la que le entregó pasión y gran talento.

## Carrera
Integró, primero, el grupo folclórico argentino "Los 5 del Norte", que brilló durante 10 años en escenarios nacionales  que le dieron la rica experiencia , hasta hallar su soñada formación.
El 21 de  julio de 1975, Favini creó el Trío San Javier y sus compañeros iniciales fueron el Paz Martínez y Pepe Ragone, aunque luego Carlos Bazán reemplazó al Paz Martínez, quien empezó a dar sus primeros pasos como cantante solista.
Compuso más de 1000 canciones, entre ellas Será varón, será  mujer,  Quedate Chiquilín, Dudo lo que Pasa  ( Que es lo que tiene él), Ésa es mi mamá  linda, La Oma, Como no creer en Dios, 15 Primaveras, Jesús María cantará, A Monteros, Zamba de Aguilares, El duende del bandoneón entre otras.
Como director musical, compuso Hasta mañana que descansen, una de las populares canciones del Topo Gigio, interpretado por Juan Carlos Mareco. Su obra La tabla de multiplicar fue editada por Walt Disney Producciones.
Con su grupo hizo innumerables festivales internacionales, en países como Chile, Brasil, Colombia, Ecuador y México. Llegando incluso a tocar en el Caesars Palace de Las Vegas.

## Discografía Trío San Javier
- 1978: Así somos
- 1979: Trío San Javier
- 1980: Como no creer en dios
- 1981: Paisaje de la vida
- 1982: Volver a enamorarte
- 1984: Trío San Javier...Por la vida
- 1986: Por un mundo mejor
- 1986: Canto de festivales
- 1988: Querida mía
- 1990: Quédate Chiquilin
- 1990: Cosas del amor
- 1992: Cantaré, cantarás
- 1996: Yo, El Tango Y Tu
- 1997: Deseos
- 2001: Inolvidable
- 2011: Historias...una mujer importante

## Canciones destacadas
Definitivamente, sus numerosas composiciones hacen de él un exclusivo y prestigioso compositor, como pocos, han dado la vuelta al mundo en sus voces y en numerosos artistas de fama mundial como Mercedes Sosa (A Monteros),Soledad (El duende del bandoneón), Pimpinela(Algo me pasa contigo-Igual que perros y gatos), María Marta Serra Lima (Dudo lo que pasa), José Luis Rodríguez (Se me hace agüita a la boca-Te vengo a preguntar), Wilkins (Como no creer en Dios) Miguel Gallardo (Saldré a buscar al amor) Facundo Toro (se me hace agüita a la boca) Walt Disney Producciones (Las tablas de multiplicar)
- Zamba a Monteros (Chango Nieto - Pedro Favini)[1]
- Querida mía
- Quince primaveras tienes que cumplir
- Se llama Franco mi niño
- Yo soy bohemio
- Saldré a buscar al amor
- Te vengo a preguntar
- Quedate chiquilín
- Mi madre provinciana
- La oma
- Como no creer en Dios
- Jesús María cantará
- Es una señorita
- Tucumán, eterna primavera
- Por llegar a viejo
- Será varón, será mujer
- Juana Rosa, la negra
- Dudo lo Que Pasa (Que es lo que tiene él) (Rodolfo Garavagno- Pedro Favini)
- La elegida
- Por Reconquista
- Papá domingo[2]
- " Rocco"
- " Donna"
- "Almas gemelas"
- "La vendimia"
- "Se me hace agúita a la boca"
- Zamba del amor
- Juana Rosa la negra
- En el cielo las estrellas
- Edúcame
- Zamba del poncho
- Chamamé

## Galardones
- Ganó el Premio Prensario en 1979.
- OTI 1986 Argentina
- OTI 1987 de Uruguay

- En 1990 recibió el OTI 1990 Argentina con el tema Quedate Chiquilín.

- En 1999 recibió el Gran Premio Sadaic Música Nativa.[3]
- Tablas de multiplicar editadas por Walt Disney

## Vida privada
De su primer matrimonio nacieron Franco(50) y Mauro(46)
Luego se casó con Gabriela Pagano, con quien tuvo dos hijos Rocco(21) y Donna(20)

## Tragedia y fallecimiento
Pedro Favini murió el sábado 17 de marzo de 2012 en la ciudad mendocina de San Martín (donde vivía desde hacía 9 años), luego de desvanecerse debido a un aneurisma que derivó en la pérdida de conocimiento. Conducía junto a su hijo Rocco, quien tuvo que maniobrar hasta parar el vehículo. El músico, al parecer, comenzó a sufrir fuertes dolores abdominales lo que derivó rápidamente en la pérdida de conocimiento. Lo trasladaron en ambulancia al hospital más cercano, donde a las 11:30 aproximadamente falleció de un paro cardiorrespiratorio.